# 全国危険物安全協会
一般財団法人全国危険物安全協会（ぜんこくきけんぶつあんぜんきょうかい）は、危険物に関する安全思想の普及・啓発、危険物の安全管理に関する講演会、研修会等の開催などを実施している法人。元総務省消防庁所管。

## 概要
- 所在：東京都港区虎ノ門二丁目9番16号 日本消防会館5階
- 代表理事理事長：髙田恒

## 組織

### 事務局
- 総務部
  - 総務課
- 業務部
  - 業務課
  - 講習課
- 企業防災対策支援センター

## 事業
- 危険物への安全普及啓発